# ショーン・マーフィー (オーストラリアのサッカー選手)
ショーン・ピーター・マーフィー（英: Shaun Peter Murphy、1970年11月5日 - ）は、オーストラリア・シドニー出身の元サッカー選手。ポジションはセンターバック。
イングランドのノッツ・カウンティFCに1992年から1997年まで在籍。その後、ウェスト・ブロムウィッチ・アルビオンFC、シェフィールド・ユナイテッドFC、クリスタル・パレスFC、パース・グローリーFCに在籍していた。2001年にはシェフィールド・ユナイテッドのPlayer of the Yearに選ばれている。